# باسوكي تجاهاجا بورناما
باسوكي تجاهاجا بورناما (بالإندونيسية: Basuki Cahaya Purnama) (29 يونيو 1966) سياسي إندونيسي والحاكم السابع عشر لجاكرتا منذ 14 نوفمبر 2014 بعدما إنتخب زميله جوكو ويدودو الذي أصبح فيما بعد الرئيس الإندونيسي السابع. ولقد إستلم باسوكي مهام منصبه رسمياً من قبل الرئيس الإندونيسي جوكو ويدودو في 18 نوفمبر 2014. ويعتبر أول شخص مسيحي من أصول صينية يصل لهذا المنصب في أندونيسيا. أسفرت تصريحات أدلى بها ضد منافسيه بالانتخابات لاتهامه بازدراء الأديان، واندلاع مظاهرات واسعة في أندونيسيا.

## مظاهرات ضده

### مظاهرات 14 أكتوبر 2016
في يوم 14 أكتوبر 2016 شهدت إندونسيا مظاهرات حاشدة احتجاجًا على إهانة القرآن الكريم من قبل حاكم جاكرتا النصراني المدعو باسكوكي تاجاهاجا وطالب المتظاهرون بضرورة محاكمته ورفع المتظاهرون لافتات تطالب بمحاكمة بورناما، فيما نشرت السلطات المئات من عناصر الشرطة والجنود لضمان عدم خروج التظاهرات عن نطاق السيطرة.

### مظاهرات 4 نوفمبر 2016
في يوم 4 نوفمبر 2016 احتشد آلاف المسلمين وسط العاصمة الإندونيسية جاكرتا وطالب المتظاهرون بمحاكمته بسبب تصريحاته التي أدلى بها في سبتمبر الماضي، قال فيها إن منافسيه في انتخابات الحاكم المقررة العام المقبل استخدموا آية من القرآن لخداع الناخبين ومنعهم من التصويت له لولاية ثانية واعتذر بورناما (يعتبر من العرقية الصينية وموال للرئيس الإندونيسي) لاحقا عن تصريحاته، لكن تعبيره عن الندم لم ينجح في كسب رضا المسلمين.

### مظاهرات 2 ديسمبر 2016
في يوم 2 ديسمبر 2016 احتشد في جاكرتا أكثر من مليون شخص مطالبين بسجنه بتهمة الاستهزاء بالقرآن الكريم وخرجت المسيرة استجابة لدعوة منظمات إسلامية وشخصيات منضوية ضمن الحركة الوطنية تحت شعار «المسيرة الثالثة لنصرة الإسلام» وجاءت المسيرة لتنفيذ فتوى مجلس العلماء الإسلامي بسجنه بعد اتهامه رسميا بالاستهزاء بالقرآن الكريم. وكانت جهات سياسية وأمنية قد سعت إلى عرقلة وصول الحشود من مختلف المحافظات والجزر، لكن الشرطة سمحت بالتظاهر في شكل صلاة جمعة موحدة، في حديقة عامة تجاور القصر الرئاس.